# Manfred Mitterbauer

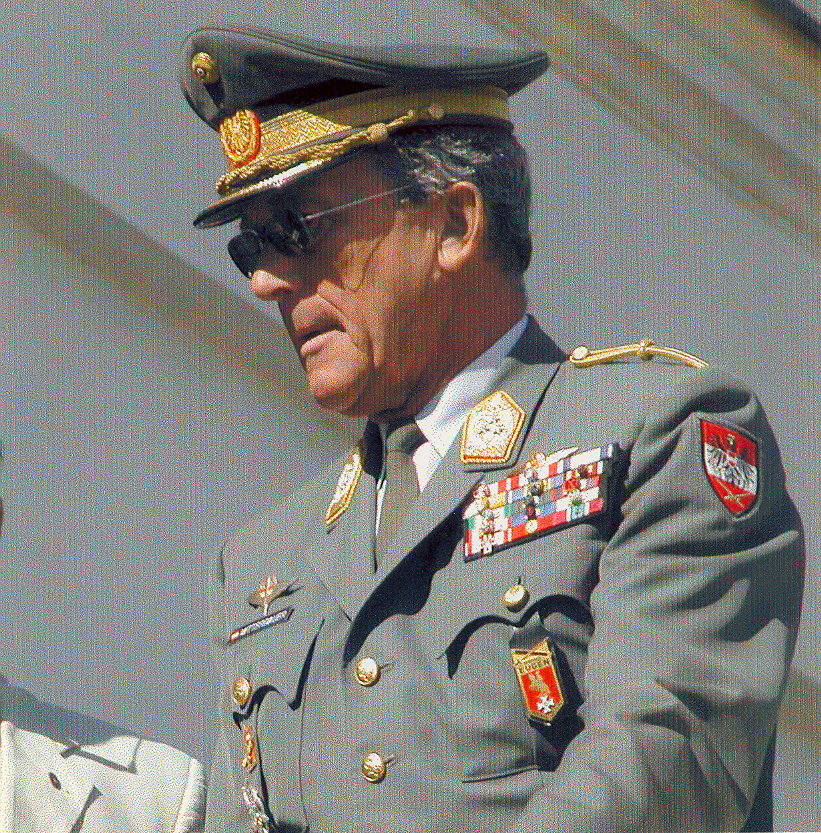
Manfred Mitterbauer

Manfred Mitterbauer (* 15. Mai 1941 in Wien) ist ein ehemaliger Berufsoffizier des österreichischen Bundesheeres mit dem letzten Dienstgrad General. 

## Militärische Laufbahn
In Wien rückte Mitterbauer 1959 zum Gardebataillon ein. Die Maturantenkompanie absolvierte er 1960 in St. Pölten. Von 1960 bis 1963 wurde er in Wiener Neustadt an der Theresianischen Militärakademie (TherMilAk) zum Offizier ausgebildet. 1963 absolvierte er den 1. Jagdkommandokurs und war dessen stellvertretender Kommandant. Im Rahmen der 1. Jägerbrigarde diente erb als FM Zugskommandant und EF AusbildungsKdt. An der (TherMilAk) fungierte er  von 1965 bis 1969 als Lehroffizier  An der Landesverteidigungsakademie (LVAk) in Wien absolvierte er die Generalstabsausbildung. Im BMLV war er von 1972 bis 1974 in der Ausbildungsabteilung und  der  Organisationsabteilung. tätig. 1977 wurde er auf den Golanhöhen, Syrien als stellvertretender Bataillonskommandant  und COO eingesetzt. In Baden wurde er 1977 Chef des Stabes der 1. PzGrenDiv. In den Jahren 1982 und 1983 war er Chief of staff, deputy force commander und acting force commander im Hauptquartier UNDOF in Damaskus. Von 1983 bis 1986 war er stellvertretender Divisionskommandant und Chef des Stabes im Kdo PzGrenDiv in Baden. Zum Adjutant des Bundespräsidenten wurde er 1986 berufen. Danach wurde er 1992 Kommandant des III. Korps. Nach weiteren Stationen im Bundesministerium für Landesverteidigung und Sport als Projektleiter der MechTruppe und Leiter der Gruppe Ausbildung trat er 2002 in den Ruhestand und beendete sein individuelles Diplomstudium mt dem Magister.

## Auszeichnungen und Befähigungsnachweise
- 1975 Goldenes Verdienstzeichen der Republik Österreich
- 1976 Goldene Verdienstmedaille des Roten Kreuzes
- 1977 UNO-Medaille
- 1981 Goldenes Ehrenzeichen für Verdienste um das Bundesland Niederösterreich
- 1982 UNO-Medaille (Silber 2)
- 1983 UNO-Medaille (Silber 3)
- 1984 Goldenes Ehrenzeichen für Verdienste um die Republik Österreich
- 1984 Bundesheerdienstzeichen 1. Klasse
- 1988 Großkreuz des jordanischen Unabhängigkeitsordens
- 1989 Großes Ehrenzeichen für Verdienste um die Republik Österreich
- 1990 Großoffizierskreuz des syrischen Verdienstordens
- 1990 Großoffizierskreuz des zypriotischen Verdienstordens
- 1990 Großoffizierskreuz des maltesischen Verdienstordens mit Schwertern
- 1990 Offiziersehrenzeichen (Rotes Kreuz)
- 1991 Großoffizierskreuz des liechtensteinischen Verdienstordens
- 1996 Großoffizierskreuz des norwegischen Verdienstordens
- 1998 Silbernes Ehrenkreuz vom Orden des Heiligen Georg[2]

## Beförderungen
- 1963 Leutnant
- 1967 Oberleutnant
- 1971 Hauptmann
- 1972 Hauptmann dG
- 1973 Major dG
- 1978 Oberstleutnant dG
- 1982 Oberst dG
- 1987 Divisionär (entspricht heute Generalmajor)
- 1992 Korpskommandant (entspricht heute Generalleutnant)
- 2002 General[2]
- 2002 Ruhestand

## Eigene Veröffentlichungen und Vorträge
- 1971 Jugoslawien und Italien seit dem 2. Weltkrieg. Probleme der Grenzen und der Strategie
- 1984 Friedenserhaltende Operationen – Österreichs UNO-Truppen – ein großer Friedensbeitrag eines kleinen Landes
- 1985 Friedenserhaltende Operationen der UNO
- 1987 Bilanz des Heeresausbaues
- 1990 Ein General wie man sich Generale wünscht
- 1992 Wir brauchen europäische Sicherheitspolitik
- 1993 Österreichs Sicherheitspolitik in einem sich wandelnden Europa
- 1993 Bosnien und die Auswirkungen auf unsere Sicherheitspolitik
- 1993 Ein Bischof freut sich über die abnehmende Zahl der Wehrdiener
- 1995 NATO, was sonst?
- 1995 Aspekte der neuen Sicherheit im neuen Europa
- 1995 Politik und Militär – Ein gestörtes Verhältnis?[3]
- 1999 Sicherheit in Europa
- 1999 Die Legende
- 2005 Seminararbeit Vietnam – Probleme der Strategie in der Gegenwart[4]

## Privates
- Absolvent des BRG III Hagenmüllergasse, Wien 3.
- Mehrfacher österreichischer Juniorenmeister im Judo (Schwergewicht)[5], Mitglied der österreichischen Nationalmannschaft
- Sponsion zum Mag. Universität WIEN, 2005